# Djemâl ad-Dîn al-Afghâni
Pour les articles homonymes, voir Afghani.
Sayyid Jamāl al-Dīn al-Afghani (en persan/dari : سید جمال الدین افغانی, en forme longue Khatarat Jamal al-Din al-Afghani al-Husayni, souvent dénommé en français Al-Afghani, prononcé [al afʀani], « l’Afghan »).
Il naît dans le village d’Asadabad en Iran — proche de la ville de Hamadan — en 1838, et il meurt le 9 mars 1897 à Constantinople. Il est inhumé en Afghanistan selon ses vœux. Il est un intellectuel musulman actif en Inde et dans l'Empire ottoman. Il est considéré comme un des principaux penseurs du panislamisme et comme un réformateur qui s'est efforcé de concilier les principes coraniques avec le monde moderne,. Les analystes sont partagés sur les convictions profondes et les motivations d'Al-Afghani.

## Biographie
L'origine d'Al Afghani a fait l'objet de débats,,. Longtemps considéré comme afghan donc a priori sunnite, Al Afghani, en dépit du surnom qu'il s'est choisi, est né en Iran , et est donc chiite dans un premier temps. Il est par ailleurs parfaitement iranophone et a fait ses études dans la ville sainte chiite de Kerbala.
Il est rapporté qu'il a bien été au service de l'émir Dost Mohammad Khan en Afghanistan entre 1865 et 1869. Sa présence en Afghanistan avant cette période ne repose que sur les propres écrits tenus par Al Afghani et aucune preuve extérieure n'atteste sa présence en Afghanistan entre 1858 et 1865.
Après un passage à Constantinople, il s'installe en Égypte (il a 33 ans) de 1871 à 1879,. Il en sera expulsé pour raison politique. Il se déplace alors en Inde, puis en Perse, d'où il est expulsé car on l'accuse de favoriser la sédition contre le Shah. Sa série de voyages continue avec Paris, Londres, Moscou, Saint-Pétersbourg.
Al Afghani meurt d'un cancer de la mâchoire en 1897 à Constantinople. 
Ces restes furent inhumés d'abord à Peshawar au Pakistan puis au mausolée de l'Université de Kaboul. Des lieux en Afghanistan, Pakistan ou encore en Iran portent son nom.

## Discours et influences
L'islam prêché par Al Afghani en Égypte est considéré comme fortement influencé par les traditions et la philosophie chiite et par la mystique soufie.
Al-Afghani aura une influence déterminante sur Mohamed Abduh. Tous deux « ont essayé de libérer les textes religieux de leur carcan ancien et rigide. Tous les deux étaient rationalistes. Ils disaient : "En cas de conflit entre la raison et la tradition, la primauté devrait revenir à la raison". » Ils plaçaient la liberté et la responsabilité de l'homme au-dessus de tout.
Il est fondamentalement anti-impérialiste, à une époque où les puissances européennes œuvrent à démembrer l'Empire ottoman, et où l'Angleterre envahit l'Égypte (en 1882), etc. « Ce qui est intolérable pour Afghânî, c'est la perte de puissance politique des États musulmans face aux pressions de l'Angleterre, de la France et de la Russie. Cette révolte contre la domination étrangère se fait au nom de l'islam contre la décadence des pays musulmans. Il dénonce l'autocratie des despotes locaux, il réclame les libertés constitutionnelles et un régime parlementaire, mais en affirmant que seule la religion peut assurer la stabilité des sociétés et la puissance des peuples. Il faut libérer l'Orient du despotisme intérieur et de l'impérialisme étranger par le retour aux sources de l'islam ».

### La controverse avec Renan
Dans une conférence donnée à la Sorbonne le 29 mars 1883, « L'islamisme et la science », Ernest Renan affirmait que l'islam était la cause première de la régression des peuples musulmans, parce que l'esprit scientifique et l'islam étaient incompatibles. Or, Afghânî était à Paris à ce moment-là, et il a répondu à Renan dans le Journal des Débats du 18 mai 1883. Il y écrit : « S'il est vrai que la religion musulmane soit un obstacle au développement des sciences, peut-on affirmer que cet obstacle ne disparaîtra pas un jour ? En quoi la religion musulmane diffère-t-elle sur ce point des autres religions ? ». La société suivrait un parcours de sécularisation.
Afghânî va affirmer qu'il n'y a aucune incompatibilité entre la révélation et la raison, puisque le Coran lui-même engage constamment le croyant à comprendre le monde et à réfléchir ; c'est donc l'islam qui a permis la naissance de l'esprit philosophique chez les Arabes. Par conséquent, il n'y a aucune impossibilité au développement de la faculté rationnelle dans des systèmes scientifiques. La sclérose des esprits est le fait de la tradition, non de l'islam lui-même ».

### Discours contradictoires d'al-Afghani
Cependant, avant de venir à Paris en 1883, al-Afghani avait écrit un pamphlet politique intitulé Réfutation des matérialistes dirigé principalement contre un savant musulman indien, Syed Ahmad Khân (1817-1898), lui aussi réformateur. Syed Ahmad Khân prônait une certaine autonomie de la raison dans un effort de compréhension nouvelle à l'égard du Coran, afin d'aboutir à une certaine harmonie entre pensée musulmane et pensée moderne. Mais Syed Ahmad Khân trouvait bénéfique la présence des Britanniques en Inde, car elle permettait le progrès des musulmans face à la majorité hindouiste ; il venait de fonder en 1875 le célèbre collège anglo-musulman d'Aligarh. Afghânî lui reproche de miner l'attachement des musulmans aux valeurs de l'islam, en leur enseignant que l'étude des sciences compte plus pour l'essor d'une civilisation que l'attachement aux valeurs religieuses. Ce double discours fait partie de ce que les analystes ont appelé les contradictions d'Afghânî, défendant la science contre Renan et l'attachement à la tradition des ancêtres contre Syed Ahmad Khân, modulant de façon très politique son discours en fonction de son interlocuteur, occidental ou musulman.

### Jugements portés sur al-Afghani
Il est qualifié par Henri Teissier, archevêque d'Alger de 1988 à 2008 d'« initiateur du réveil politique de l'islam », par le Père Henri Lammens (1862-1937) d'« agitateur panislamiste » et par Olivier Carré, sociologue français d'« agitateur politico-religieux dans tous les pays où il passa ».
En défendant l'idée du tyrannicide, Al Afghani est considéré comme l'inspirateur de l’assassinat par Mirza Reza Kermani du Chah d'Iran Nassereddine Shah en 1896.

### Activités maçonniques
Al-Afghani fonde en Égypte une loge maçonnique qui sera associée au Grand Orient de France. « On le présente comme un fervent musulman, mais il est aussi rationaliste et franc-maçon ». Les loges égyptiennes admettant la mixité religieuse, Al-Afghani en tant que maître maçonnique dispense son enseignement indifféremment à un musulman comme 'Abd Allah Nadîm (en), à un chrétien comme Adîb Ishâq, ou à un juif comme Yaqub Sannu, les incitant à faire de la politique et à publier leurs idées réformistes dans des journaux. Yaqub Sannu crée ainsi son célèbre journal Abou Naddara (L'homme aux lunettes) (de 1877 à 1910) sur le conseil de Jamal al-Din al-Afghani. Bien que certains historiens affirment qu’il avait lors de ses derniers voyages en Turquie « reçu la lumière » dans une loge de Constantinople, il fait une demande officielle d’adhésion à la franc maçonnerie en Égypte, demande formulée en langue arabe le 31 mars 1875 et où il écrit : « Je prie les frères de la pureté et les amis de la sincérité, je veux dire les membres de la sainte société des maçons à qui rien ne peut nuire, ni causer aucun dommage, de m’autoriser de faire partie de cette société vénérée et d’approuver mon adhésion à la chaire honorée ».
Plus tard, sur une page de son carnet, Jamaleddin note : « Je suis entré  à la loge le 10 Ashoura 1293, correspondant au 6 février 1876 pendant mon séjour en Égypte ». On sait qu’avant son affiliation à la célèbre loge « Kawakab al Sharq » N°1355 (Constellation de l’Orient) fondée au Caire en 1871, Afghani avait rejoint une loge italienne qu’il a quitté sous les conseils du Vice-Consul britannique au Caire, Raphaël Borg qui était le vénérable de la loge Kawkab al Sharq. Cette loge était sous juridiction de la Grande Loge Unie d’Angleterre. Jamaleddin el Afghani en deviendra son Vénérable Maître le 7 janvier 1878. Mais il quitta cette loge ne trouvant pas d’échos à ses activités politiques auprès de ses membres et forma sa propre loge, une « Loge Nationale » (Mahfal Wattani) affiliée au Grand Orient de France. 
Afghani fréquentait plusieurs loges. En date du 3 février 1879, il participe à une Tenue à la Loge Grecque du Caire. Lors de son séjour parisien en date du mois de mars 1884, grâce au Grand Orient de France, auquel la Loge d’Égypte s’était rattachée en 1878, il a eu ses entrées dans le monde politique et journalistique, d’autant que ses amis journalistes arabes comme James Sanua, ou Khalil Ghanem, étaient également Francs maçons.
Il en fut de même durant son séjour en Angleterre où il bénéficia du soutien maçonnique de Mirza Malkom Khan, alors représentant du gouvernement de Perse à Londres, et qui ménagera des entretiens avec les personnalités et journalistes affiliés à la Grande Loge unie d’Angleterre.

## Publications
Al Afghani a peu écrit. Son seul livre publié est La réfutation des matérialistes. Louis Gardet voit en lui avant tout un homme d'action. Mais il a fondé, à Paris, en coopération avec Mohamed Abduh, la revue al-‘Urwa al-wuthqa, (« Le lien indissoluble ») qui lui permet de diffuser ses idées.